# Falkenbergs IP
Falkenbergs idrottsplats,  byggd 1921, är en idrottsanläggning i Falkenberg i Sverige. Den invigdes av landshövdingen Axel Mörner, bland de närvarande fanns kronprins Gustaf (VI) Adolf. Idrottsplatsen är hemmaarena för fotbollsklubbarna IF Böljan och Rinia IF samt friidrottsklubben Falkenbergs IK. Idrottsplatsen ägdes ursprungligen av Föreningen Falkenbergs Idrottsplats, men togs över av Falkenbergs kommun vid årsskiftet 1959-1960.
Arenan består av en fotbollsplan (105x65 meter) inklusive friidrottsanläggning med omgivande läktare samt träningsplaner. Publikkapaciteten är omkring 4 000 åskådare. Publikrekordet är på 5 470 åskådare och sattes den 26 juli 2015 då Falkenbergs FF mötte IFK Göteborg.
Falkenbergs FF(Herr) samt IF Böljan(dam) spelar sedan säsongen 2017 på Falcon Alkoholfri Arena.

### Fotnoter
1. 1 2  Falkenbergs FF Arkiverad 8 oktober 2014 hämtat från the Wayback Machine., svenskfotboll.se
2. ↑  ”Falkenbergs IP” (på engelska). Soccerway. Arkiverad från originalet den 11 januari 2014. https://web.archive.org/web/20140111085245/http://www.youth.soccerway.com//teams/sweden/falkenbergs-ff-under-21/venue/. Läst 19 juni 2013.
3. ↑  ”Blåvitt blåsta på poäng i Falkenberg”. Sverigesradio. 27 juli 2015. http://sverigesradio.se/sida/artikel.aspx?programid=104&artikel=6219735. Läst 30 januari 2016.